# 孙美那
孙美那（韓語：손미나，1964年10月8日—），韩国前女子手球运动员。她曾代表韩国国家队参加1984年和1988年夏季奥林匹克运动会手球比赛，获得一枚金牌和一枚银牌。